# Districte d'Hazaribagh
El districte d'Hazaribagh o Hazaribag és una divisió administrativa de l'estat de Jharkhand, Índia, amb capital a Hazaribagh. El nom deriva de les paraules "hazar" (mil) i "bagh" (jardí) o sigui que Hazaribagh voldria dir "Mil jardins" (ciutat dels). Dins el districte es troba (a uns 16 km de la capital) el parc nacional anomenat Hazaribagh Sanctuary, un dels millor del país. Hi ha diverses mines de carbó. La superfície del districte és de 6.147 km² i la població de 2.277.108 habitants (2001).

## Administració
Està format per dos subdivisions (Sadar i Barhi) i 15 blocks (11 a Sadar i 4 a Barhi). Els blocs de desenvolupament (blocks) de Sadar són: 
- Sadar Hazaribag
- Katkam Sandi
- Bishnugarh
- Barkagaon
- Keredari
- Ichak
- Churchu
- Daru
- Tatijhariya
- Katkamdag
- Dari

I els de Barhi són:
- Padma
- Barhi
- Chauparan
- Barkatha

## Història
El districte fou part de la divisió de Chota Nagpur a la província de Bengala. la superfície durant el període britànic apareix com 18.184 km² i estava format per tres regions naturals: un altiplà ondulat del centre a l'est i oest; un altiplà baix al nord i est; i la vall del Damodar que ocupava la part sud.
Les muntanyes principals eren el Baragai or Marang Buru (1068 metres), Jilinga (950 metres), Chendwar (873 metres) i Aswa (764 metres). Altres puigs eren el Luou, Mahudi i especialment el Parasnath (1389 metres); a la part nord hi havia la serra de Mahabar amb una altura màxima de 685 metres.
El principal riu era el Damodar, amb els seus afluents Garhi, Haharo, Naikari, Maramarha, Bhera, Kunur, Khanjo i Jamunia; altres rius importants eren el Barakar, Jhikia, Chako, Mohani, Lilajan, Morhar, Dhadhar, Tilaya, Sakri, Ajay i Subarnarekha.
La població era:
- 1872: 771.875 (cens defectuós)
- 1881: 1.104.742
- 1891: 1.164.321
- 1901: 1.177.961

Administrativament estava format per la següents subdivisions: 
- Hazaribagh
- Giridih

La subdivisió d'Hazaribagh amb 12.999 km² ocupava la major part del districte, i la seva població era de 760.164 habitants el 1901. Hazaribagh la capital tenia 15.799 habitants.
Les principals ciutats eren Hazaribagh (la capital també de tot el districte), Chatra i Giridih. El 1835 hi havia 86 estats zamindaris, i el seu nombre va pujar a 244 el 1870-1871, però després els petits foren units als més grans i el 1903-1904 eren 157 dels que 3 eren administrats pel mateix govern britànic.
Jharkand (La terra selvàtica) no fou dominada pels musulmans. Un tradició santal diu que un dels primers establiments musulmans fou a Chhai Champa a Hazaribagh, fort que fou conquerit per Sayyid Ibrahim Ali, general de Muhammad Shah II Tughluk (1325-1351), que va quedar sota govern d'un oficial musulmà vers 1340, però no hi ha cap constància d'una tal invasió.
El 1585 Akbar el Gran va enviar un exèrcit a la zona sota el general Shahbaj Khan, per sotmetre al raja de Chotanagpur que va esdevenir tributari. Mort Akbar el 1605, el raja segurament va recuperar la independència; el 1616, degut a l'impagament del tribut feia uns anys, el governador de Bihar, Ibrahim Khan Fateh Jang (germà de la reina Nur Jahan) va envair el país i va derrotar el raja Durjan Sal (46è raja de Chotanagpur) que fou empresonat per 12 anys, però després restaurat quan va demostrar que era capaç de distingir un fals diamant d'un autèntic, i va acceptar pagar tribut (6000 rúpies) quedant l'estat dins la suba de Bihar.
Els rages de Ramgarh que governaven el que després fou el districte d'Hazaribagh, haurien rebut els seus estats dels rages nagbansi de Chotanagpur i per això se suposa que el districte fou part dels dominis del raja. El 1632 part de Chotanagpur fou donat com a jagir al governador de Patna contra un pagament anual de 136.000 rúpies elevat a 161.000 el 1636. Sota l'emperador Muhammad Shah de Delhi (1719-1748), Sarballand Khan, el governador de Bihar, va atacar al raja de Chotanagpur i el va sotmetre, però aviat es va haver de fer una nova expedició dirigida per Fakhruddoula, governador de Bihar el 1731 que no obstant es va entendre amb el raja. Els atacs musulmans no anaven dirigits contra l'estat fronterer de Ramgarh sinó contra el Chotanagpur propi o Kokrah, on hi havia diamants.
Encara que els rages van haver d'acceptar ser tributaris, internament gaudien de completa independència, si bé sota Aurangzeb es va interferir més. En aquest temps va sorgir el'estat de Kunda, constituït en favor d'un servidor personal de l'emperador, per guardar el passos contra els marathes, bargis i pindaris; els altres estats importats eren (a part de Ramgarh) Chai i Kharakdih; el 1765 Bihar i Bengala foren cedides a la Companyia Britànica de les Índies Orientals i dins del lot anava inclòs el principat de Chotanagpur; el mateix 1765 Mad Narayan Deo, el raja hindú de Kharakdih, cap dels ghatwals o guardians dels passos, fou expulsat del seu estat per l'amil musulmà (agent de recaptació) Kamdar Khan, que després fou succeït per Ikbal Ali Khan.
Els britànics no es van presentar a Chotanagpur fins al 1771, per intervenir en una disputa entre Mukund Singh, raja de Ramgarh, i el seu parent Tej Singh, cap de l'exèrcit i que reclamava la corona; aquest darrer havia anat a Patna el 1771 a demanar ajut al capità Camac que li va posar a disposició una força sota el tinent Goddar; Mukun Singh, després d'una breu resistència, va fugir i Tej Singh va rebre Ramgarh fixant-se el tribut en 40.000 rúpies a l'any.
El 1774 a Kharakdih el sobirà Ikbal Ali Khan fou enderrocat per la seva tirania i mala administració per una columna britànica dirigida pel capità James Brown i l'administració de les terres fou retornada a l'antic raja que segurament hauria estat investit com a raja amb tots els drets sinó hagués estat que els ghatwals havien esdevingut massa poderosos i van exigir un establiment separat per les terres sota el seu control. En els sanads concedits als ghatwals pel capità Brown, foren reconeguts com a petits caps feudals governant les seves terres i subjectes a responsabilitat pels crims comesos als seus dominis podent ser deposat en cas de mala conducta i quedant obligats a mantenir un cos de policia i a mantenir els camins en bon estat.
El 1780 Ramgarh i Kharakdih foren inclosos en un districte britànic anomenat districte de Ramgarh, sota administració civil, i es va formar el batalló Ramgarh que va estacionar a Hazaribagh, sota direcció d'oficials britànics. El districte va existir fins a la rebel·lió kol de 1831-1832 quan per la regulació XIII de 1833, fou repartit entre els districtes veïns excepte una part formada per les parganes de Kharakdih (o Kharagdiha), Kendi i Kunda, i l'estat de Ramgarh (format per 16 parganes) que van formar part de l'Agència de la Frontera del Sud-oest, dins la qual van formar una divisió amb seu a Sherghati i a Chatra alternativament, fins que el 1834 la seu va passar a Hazaribagh, i sota un Assistent Principal de l'Agent del Governador General. El 1854 la divisió va modificar el nom a Chota Nagpur i fou administrada com una província no regulada sota el tinent governador de Bihar (quedant Hazaribagh com a districte), i el govern va passar a un Subcomissionat. La revolta dels santhals de 1855-1856 fou reprimida. Hi va haver grans fams el 1874 i 1897.
El 1991 el vell districte d'Hazaribagh fou dividit en tres:
- Districte d'Hazaribag (dividit el 2007 en l'actual districte d'Hazaribag i el districte de Ramgarh)
- Districte de Chatra (abans subdivisió del districte)
- Districte de Koderma (abans subdivisió del districte)

## Arqueologia
- Temples jainistes a Parasnath
- Restes budistes i jainistes al turó Kuluha
- Quatre temples a la roca al turí Mahudi (el de Satgawan datat el 1740)
- Fort a Kunda.